# Lake Jindabyne
Lake Jindabyne är en sjö i Australien. Den ligger i kommunen Snowy Monaro och delstaten New South Wales, i den sydöstra delen av landet, omkring 360 kilometer sydväst om delstatshuvudstaden Sydney. Lake Jindabyne ligger 902 meter över havet. Arean är 24,4 kvadratkilometer. Den sträcker sig 15,6 kilometer i nord-sydlig riktning, och 5,5 kilometer i öst-västlig riktning.
Följande samhällen ligger vid Lake Jindabyne:
- Jindabyne (2 156 invånare)
- Kalkite (164 invånare)

Trakten runt Lake Jindabyne består i huvudsak av gräsmarker. Runt Lake Jindabyne är det mycket glesbefolkat, med 3 invånare per kvadratkilometer. Genomsnittlig årsnederbörd är 1 117 millimeter. Den regnigaste månaden är februari, med i genomsnitt 168 mm nederbörd, och den torraste är juli, med 51 mm nederbörd.